# Manam
Manam is een vulkanisch eiland in Papoea-Nieuw-Guinea. Het is 83 km² groot en het hoogste punt is 1807 meter. Er komen slechts twee zoogdieren voor, de geïntroduceerde Polynesische rat (Rattus exulans) en de vleermuis Pteropus hypomelanus.